# Epicauta subrubra
Epicauta subrubra is een keversoort uit de familie van oliekevers (Meloidae). De wetenschappelijke naam van de soort is voor het eerst geldig gepubliceerd in 1886 door Dugés.